# Scolopax celebensis
Scolopax celebensis е вид птица от семейство Бекасови (Scolopacidae). Видът е почти застрашен от изчезване.

## Разпространение
Видът е разпространен в Индонезия.